# Hessentag 2019
Der Hessentag 2019 war der 59. Hessentag und fand vom 7. bis zum 16. Juni 2019 in Bad Hersfeld statt.

## Hintergrund

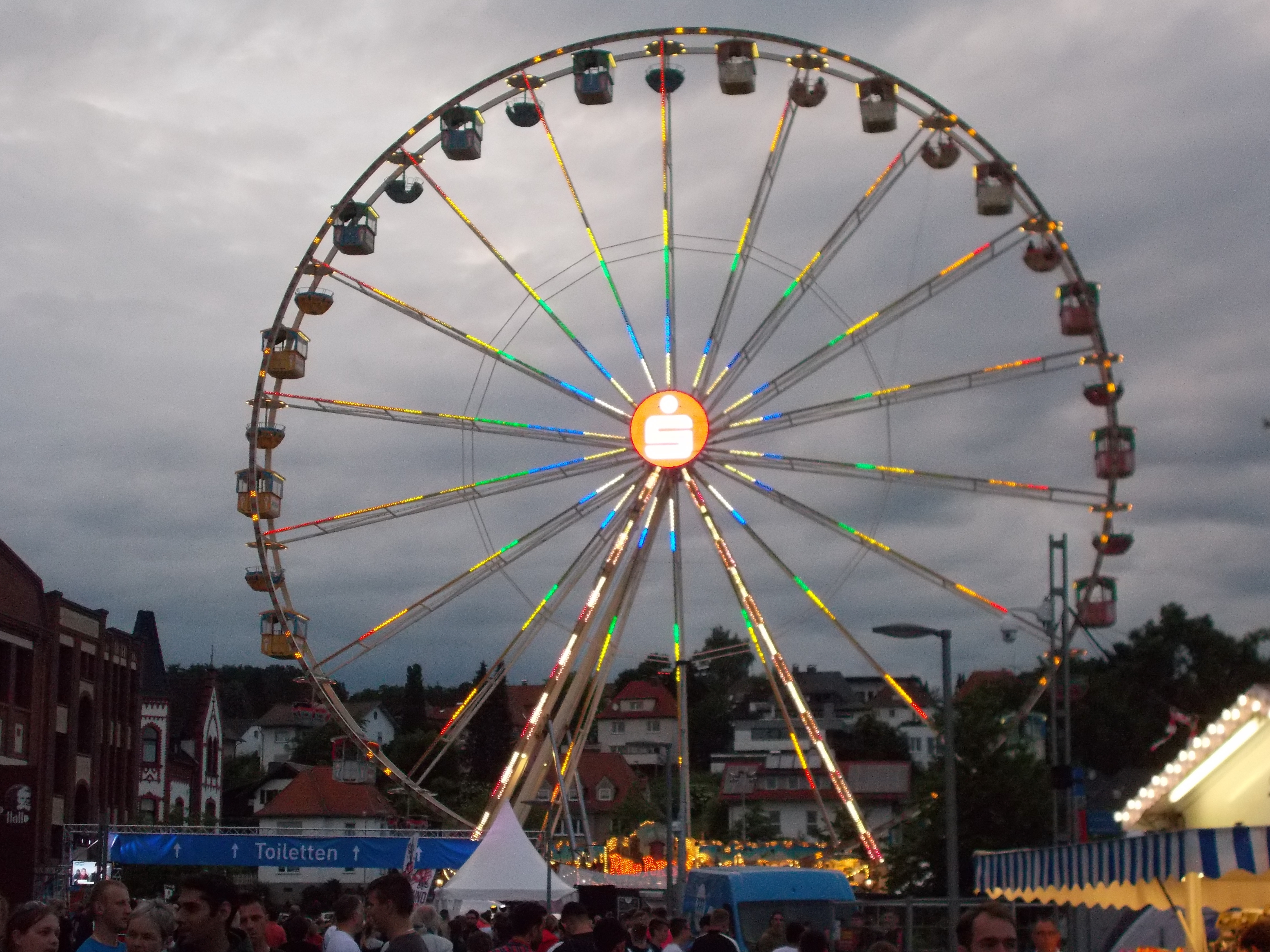
Riesenrad auf dem Hessentag 2019

Seit 1961 finden in wechselnden Orten Hessens die von der Landesregierung initiierten und gemeinsam mit der jeweiligen Kommune durchgeführten Hessentage statt. Im Zeitraum von zehn Tagen präsentiert sich das Land den Besuchern mit kulturellen Darstellungen und Ausstellungen. Weiterhin finden anlässlich der Hessentage regelmäßig große Freiluftkonzerte unter Beteiligung namhafter nationaler und internationaler Künstler statt. Es handelt sich bei dem hessischen Landesfest um eine überregional beachtete und bedeutende Großveranstaltung, die jedes Jahr viele hunderttausend Besucher anzieht.
Bereits der Hessentag 1967 fand in Bad Hersfeld statt.

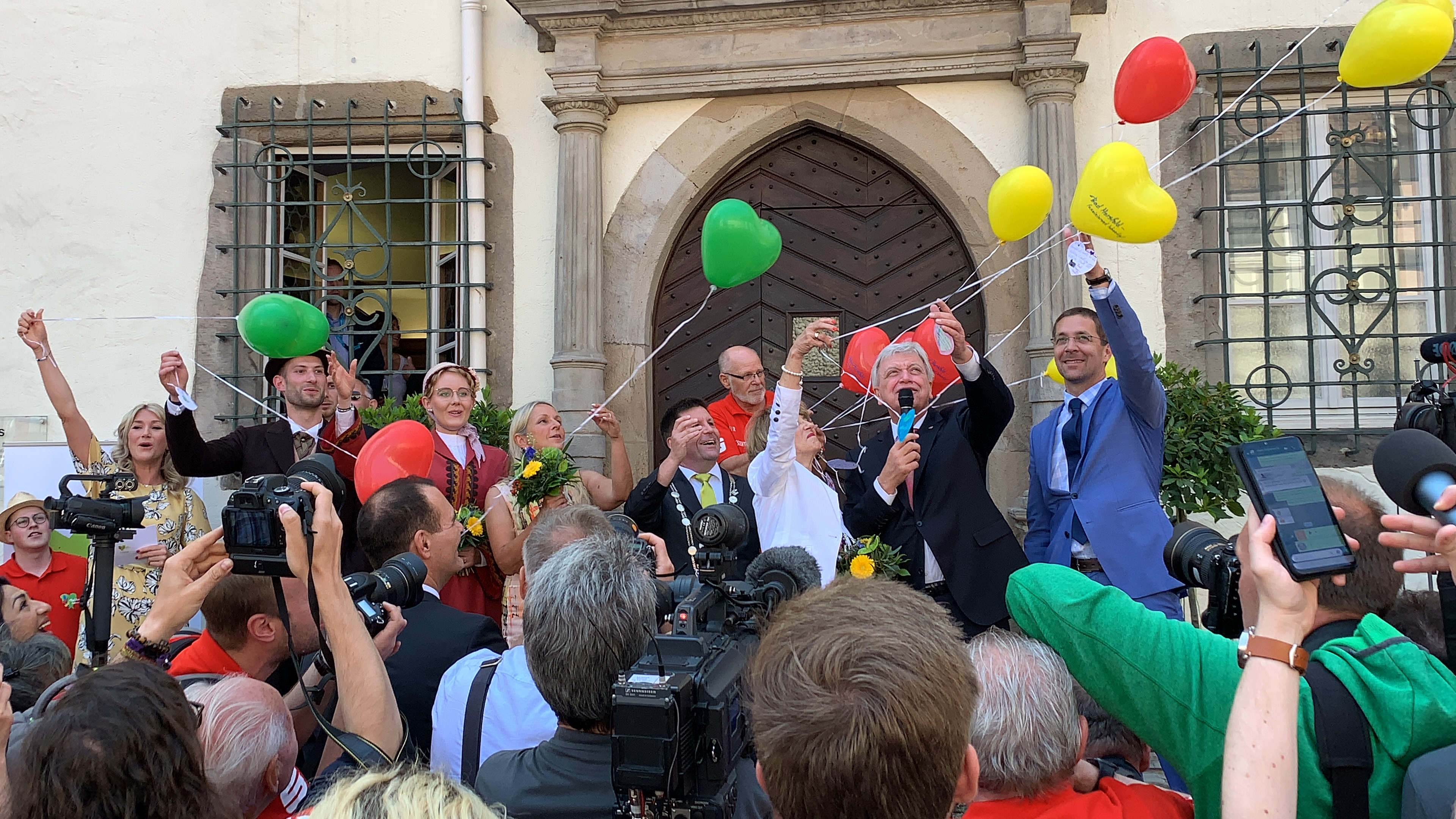
Eröffnung des Hessentags 2019 vor dem Rathaus

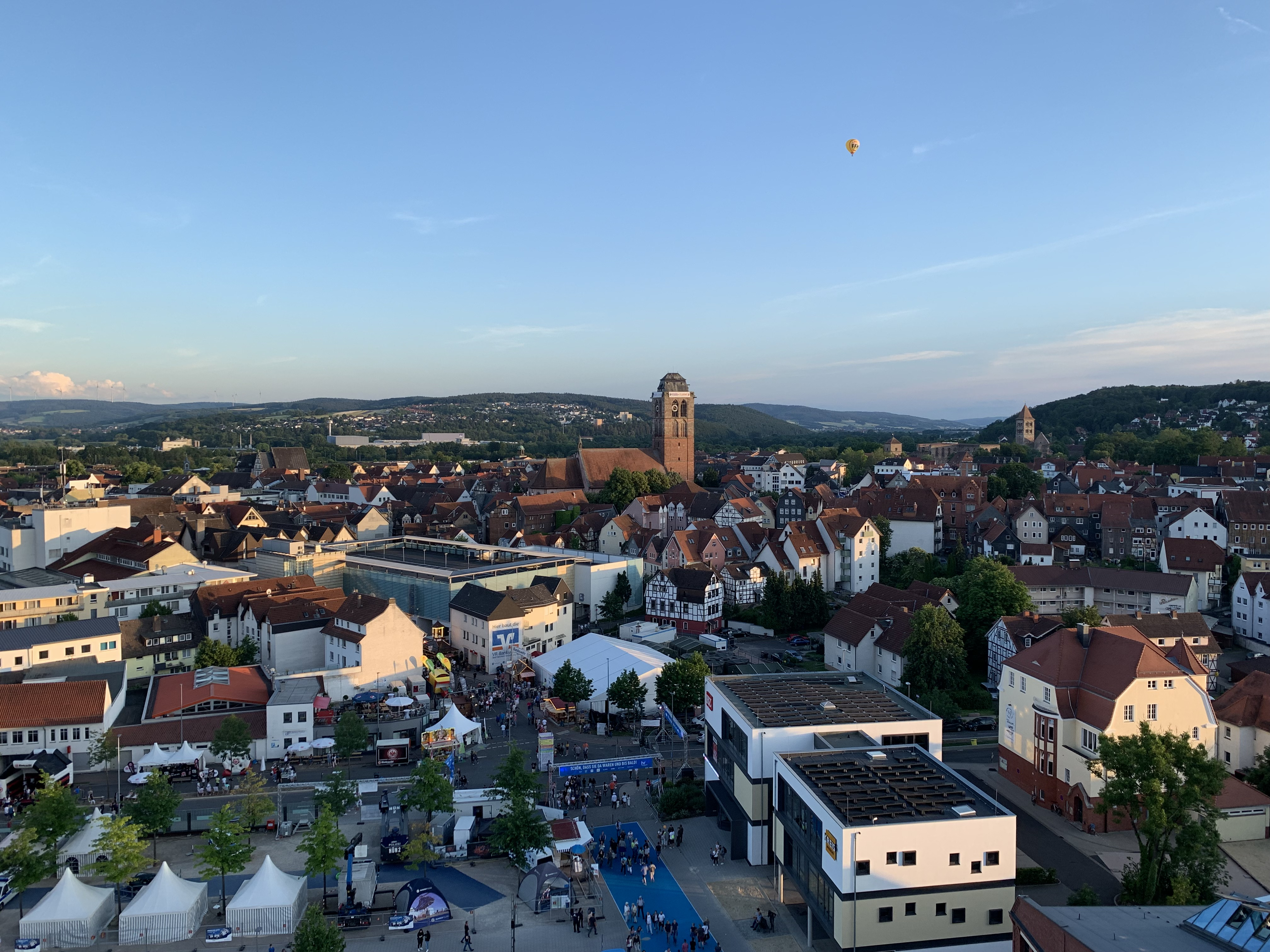
Bad Hersfeld während des Hessentags vom Riesenrad aus gesehen

## Veranstaltungen
Die Stadt Bad Hersfeld erwartete 700.000 Besucher. Die Veranstaltung hatte ein Budget von 10,2 Millionen Euro, die mit Einnahmen von 5,7 Millionen Euro, einem Zuschuss der Stadt von 2,5 Millionen und einem Landeszuschuss von 2 Millionen finanziert werden sollten. Insgesamt wurden auf dem Hessentag 862.000 Besucher gezählt und die Erwartungen der Stadt damit übertroffen.
Das Ehepaar Katharina Löhwing, 23 Jahre, und Dennis Diebel, 26 Jahre, bildeten das Hessentagspaar 2019.
Eine Reihe bekannter Künstler hatten Auftritte auf dem Hessentag:
- Silbermond (8. Juni 2019)
- Roland Kaiser und Ben Zucker (12. Juni 2019)
- ZZ Top (13. Juni 2019)
- Kelly Family (14. Juni 2019)
- Rea Garvey (16. Juni 2019)

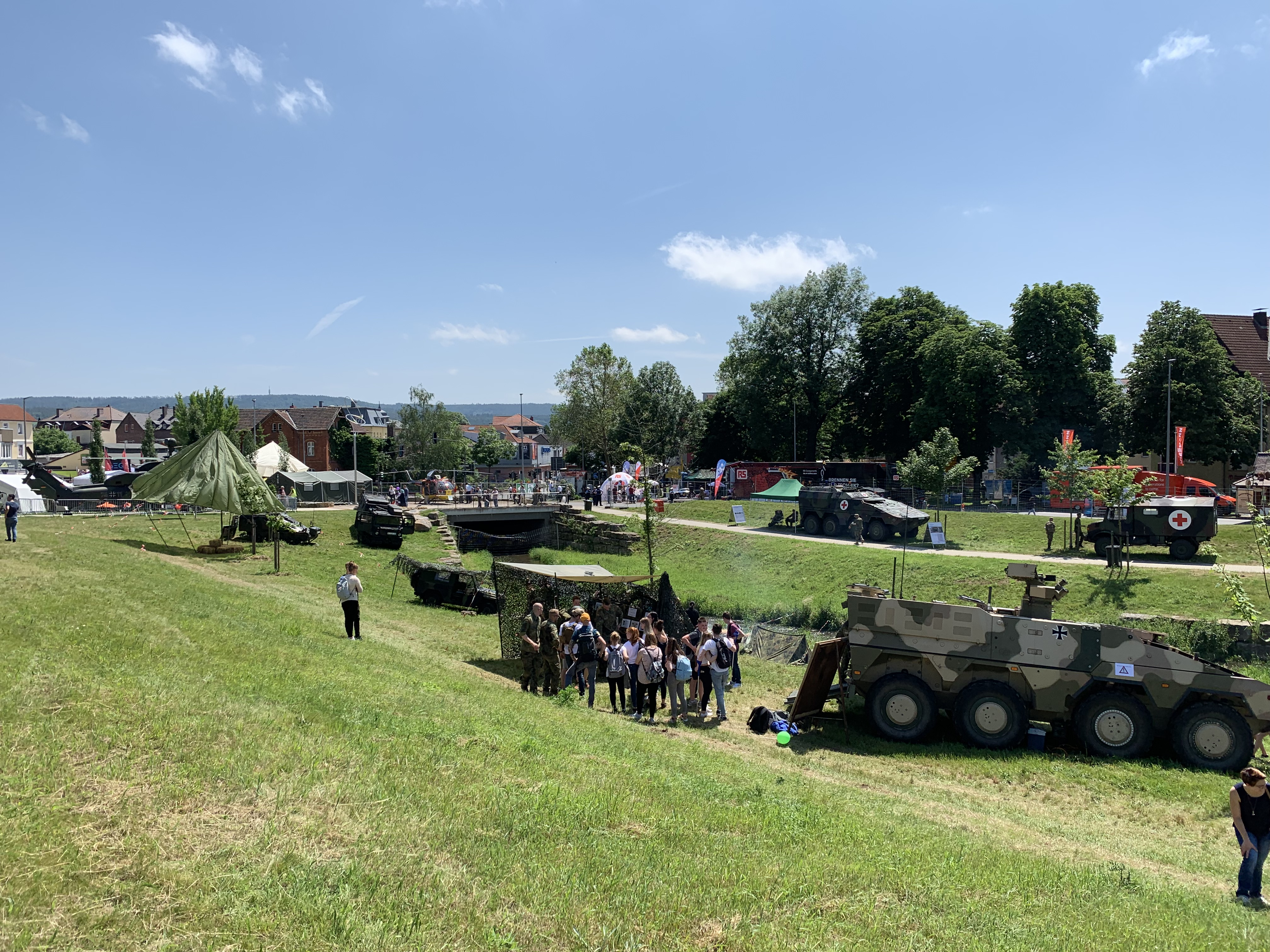
Platz der Bundeswehr auf dem Hessentag 2019

Im Rahmen des Hessentags fand auch ein Tag der Bundeswehr statt.

## Kritik

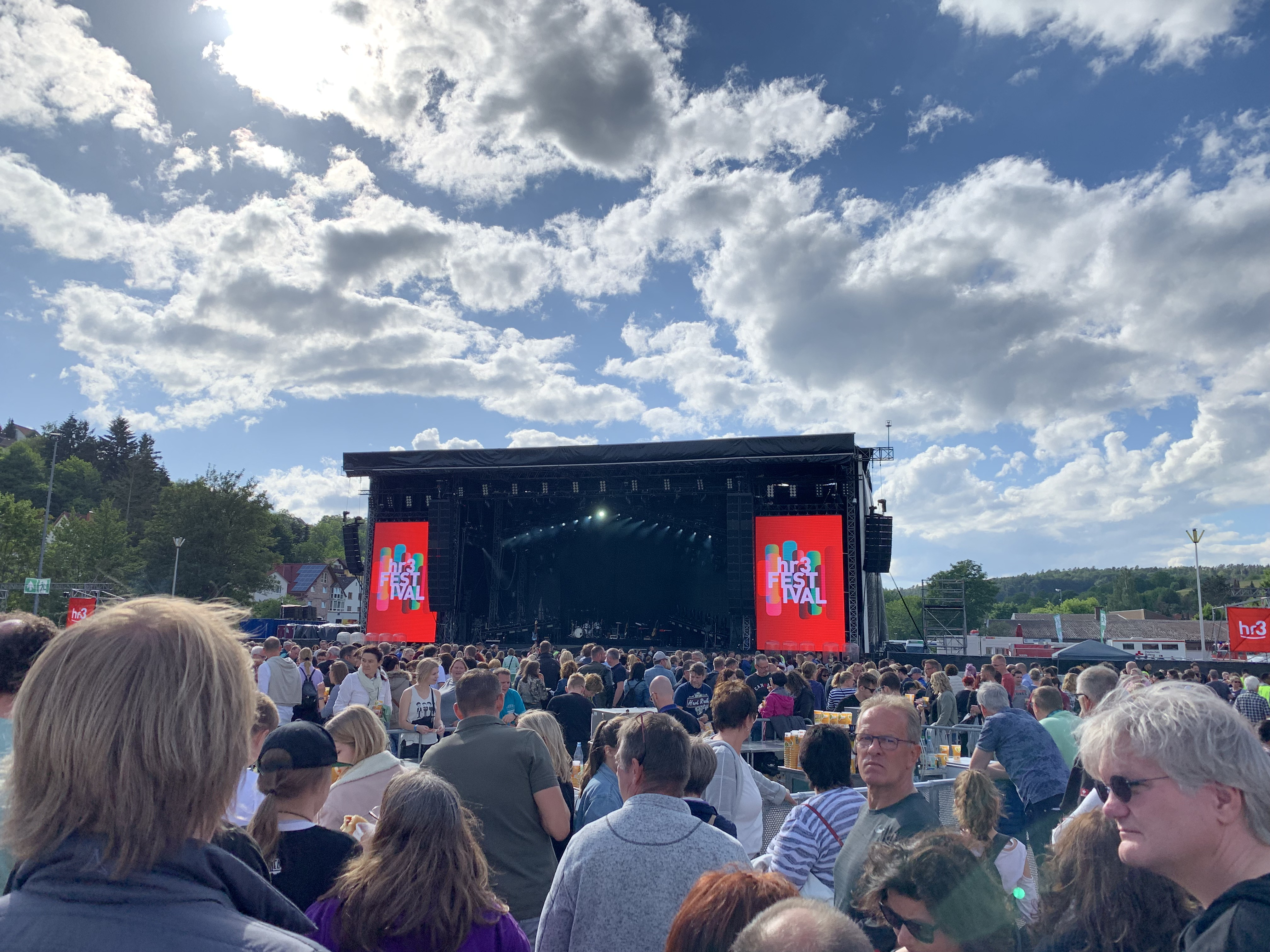
Bühne in der Hessentagsarena 2019

Die Piratenpartei Deutschland, die Freien Wähler Hessen und Die PARTEI kritisierten die Bedingungen, unter denen sich politische Parteien auf dem Hessentag darstellen konnten: Während die Landtagsfraktionen in Halle 1 der Landesausstellung vertreten waren und keine Standgebühren zahlen mussten, konnten sich andere politische Parteien nur in anderen Teilen der Landesausstellung und gegen Zahlung von Standgebühren präsentieren.
Die Linke Hessen und die Friedensinitiative Hersfeld-Rotenburg kritisierten die Integration der Bundeswehr in den Hessentag. Auf Facebook gründete sich daraufhin eine Initiative für die Bundeswehr auf dem Hessentag.